# Tribunal
Das Tribunal, in der gehobenen Umgangssprache ein Gerichtshof, lateinisch der „Sitz des Tribuns“, bezeichnete im antiken Rom die Erhöhung des Amtsträgers, des Magistrates, des Prätors, des Feldherren im Lager und der Statthalter in den Provinzen, wobei die Legitimation zur Machtausübung und Rechtsprechung durch eine räumliche Erhebung symbolisiert wurde.

## Neuzeitlicher Gebrauch
In Preußen verstand man unter dem Tribunal die höchste Gerichtsbarkeit. Diese Instanz wurde von Samuel von Cocceji im Rahmen der Neuordnung des preußischen Rechtsstaats gegen den Widerstand der Stände eingeführt.
Populär wurde das Wort durch Friedrich Schiller, der es 1797 benutzte, um die jähe Verwandlung eines Theaterpublikums zum Gerichtshof zu kennzeichnen: „Die Szene wird zum Tribunal“ (in: Die Kraniche des Ibykus).
In der neuesten Zeit wird der Begriff Tribunal für politische Sondergerichte beziehungsweise für internationale Gerichte des Völkerstrafrechts verwendet. Die Europäische Menschenrechtskonvention (EMRK) klassifizierte gewisse Kontrollorgane, wie den ehemaligen Unabhängigen Verwaltungssenat in Österreich als Tribunal.
Der Begriff wird allerdings fallweise auch von Non-Governmental Organisationen (NGOs) genutzt, die Missstände auf nationaler oder internationaler Ebene aufzeigen wollen – siehe das Russell-Tribunal (1966) zwecks Untersuchung und Dokumentation US-amerikanischer Kriegsverbrechen im Vietnamkrieg nach 1954 oder das Internationale Menschenrechts-Tribunal (1995) gegen die Republik Österreich wegen Verfolgung und Diskriminierung von Lesben, Schwulen, Bisexuellen und Transgender-Personen in Österreich von 1945 bis 1995.

## In der Kultur
- John Katzenbach: Das Tribunal. Der Roman zum Film. Heyne, München 2002, ISBN 3-453-19778-X.